# Time Enough at Last
Time Enough at Last este cel de-al optulea episod al serialului american Zona crepusculară. Episodul reprezintă o adaptare a povestirii lui Lyn Venable. Scurta povestire a apărut în ediția din ianuarie 1953 a revistei de science fiction If: Worlds of Science Fiction, cu aproximativ șapte ani înainte ca episodul să fie difuzat pentru prima dată.
„Time Enough at Last” a devenit unul dintre cele mai faimoase episoade ale serialului original. Acesta prezintă „povestea unui om care caută mântuirea printre ruinele unei lumi nimicite”, funcționarul Henry Bemis (/ˈbiːmɪs/), interpretat de Burgess Meredith, este un șoarece de bibliotecă, dar este înconjurat de oameni care încearcă din răsputeri să-l împiedice să citească. Episodul îl urmărește pe Bemis într-o lumea post-apocaliptică, punând accent pe probleme sociale precum antiintelectualismul⁠(d), consecințele negative ale dependenței de tehnologie, respectiv diferența dintre singurătate și izolare.
În 2009, revista TV Guide a clasat episodul pe locul 11 în lista celor mai bune 100 de episoade.

## Prezentare

### Introducere
| “ | Priviți-l pe Dl. Henry Bemis, membru fondator al fraternității idealiștilor. Un omuleț studios a cărui pasiune sunt cuvintele pe pagină, însă în calea sa stă președintele băncii, soția sa și o lume plină de pisălogi. Dar din moment în moment, Dl. Bemis va intra într-o lume fără președinți de bănci, fără soții, ceasuri sau orice altceva. Va avea o lume întreaga la discreția sa... o lume pustie. | ” |

### Intriga

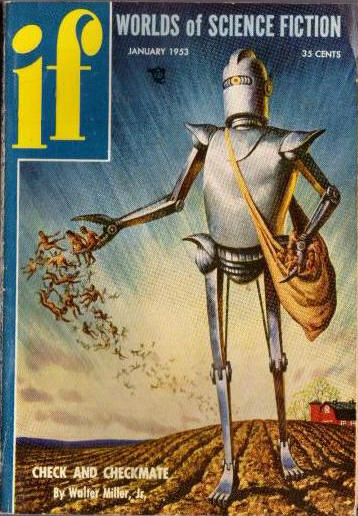
Povestirea „Time Enough at Last” a apărut prima dată în numărul din ianuarie 1953 al revistei If.

Casierul Henry Bemis (Meredith), pasionat de lectură, citește lucrarea David Copperfield la locul de muncă, dar în același timp își neglijează atribuțiile de angajat al băncii. Este atât de captivat de romanul pe care îl citește încât își împovărează clienta cu informații despre personajele lucrării și îi oferă din neatenție suma greșită. Atât șeful său (Taylor), cât și soția sa (deWit) sunt deranjați de dragostea sa de lectură, pe care o consideră o mare pierdere de timp. În mod ironic, soția sa îi roagă să-l citească poeme dintr-o carte, dar acesta descoperă că întreg textul este mâzgălit și ilizibil. Câteva secunde mai târziu, aceasta rupe paginile cărții, spre consternarea lui Henry.
A doua zi, după cum obișnuiește, Henry își petrece pauza de prânz în seiful băncii, unde își poate citi cărțile în liniște. La scurt timp după ce citește titlul „Bomba termonucleară este capabilă să producă distrugeri absolute” într-un ziar, o explozie enormă zguduie întreaga clădire, iar Bemis își pierde cunoștința. După ce își revine și își recuperează ochelarii, acesta iese din seif și descoperă că banca este distrusă, iar toți angajații sunt morți. Bemis iese din bancă și realizează că întreg orașul este complet distrus. De asemenea, conștientizează că este în viață datorită seifului băncii, fiind supraviețuitor al unui război nuclear care a devastat Pământul.
| “ | Secunde, minute, ore - se târăsc cu mâinile și picioarele pentru Dl. Henry Bemis, aflat în căutarea unei licăriri în cenușa unei lumi inerte. Un telefon legat la neant. Un bar de cartier, un film, un teren de baseball, un magazin de bricolaj, cutia poștală de lângă ceea ce a fost odată casa sa și care în momentul de față este moloz. Acestea zac la picioarele sale, monumente nimicite ale unei lumi care a fost, dar astăzi nu mai este. Dl. Henry Bemis, aflat într-un tur de 8 ore al cimitirului. | ” |

Trezit singur într-o lume distrusă, cu alimente conservate suficiente cât să trăiască o întreagă viață și fără niciun mijloc de a părăsi zona pentru a căuta alți supraviețuitori, Bemis este consumat de disperare. Găsește un pistol printre dărăpănături și se pregătește să comită suicid, însă în momentul următor vede ruinele unei biblioteci. Cercetând zona, acesta constată că lucrările sunt încă intacte; toate cărțile îi aparțin și poate să lectureze fără întrerupere, având tot timpul din lume.
Sentimentul de disperare dispare, iar Bemis începe să sorteze lucrările pe luni, știind că nimic nu-l va împiedica să le citească. În momentul în care se apleacă să ridice o carte, se împiedică, iar ochelarii săi îi alunecă de pe nas și se sparg. Șocat, ridică ochelarii distruși și izbucnește în lacrimi, înconjurat de lucrări pe care nu le va putea citit niciodată.

### Concluzie
| “ | Henry Bemis, omulețul cu ochelari care nu-și dorea altceva decât timp. Henry Bemis, acum parte a unui tărâm nimicit, o ruină, un fragment din ceea ce omenirea a creat pentru sine. Dl. Henry Bemis în Zona crepusculară. | ” |